# Irish League 1969-1970
L'Irish League 1969-1970 è stata la 69ª edizione della prima divisione del campionato nordirlandese di calcio.
Il campionato era formato da dodici squadre e il Glentoran vinse il titolo. non vi furono retrocessioni.

## Classifica finale
| Pos. | Squadra          | G  | V  | N | P  | GF | GS | Punti |
| ---- | ---------------- | -- | -- | - | -- | -- | -- | ----- |
| 1    | Glentoran        | 22 | 14 | 6 | 2  | 46 | 17 | 34    |
| 2    | Coleraine        | 22 | 12 | 3 | 7  | 50 | 31 | 27    |
| 3    | Ards             | 22 | 10 | 7 | 5  | 41 | 26 | 27    |
| 4    | Linfield         | 22 | 11 | 5 | 6  | 48 | 36 | 27    |
| 5    | Derry City       | 22 | 11 | 5 | 6  | 38 | 31 | 27    |
| 6    | Portadown        | 22 | 11 | 3 | 8  | 42 | 37 | 25    |
| 7    | Glenavon         | 22 | 7  | 8 | 7  | 32 | 36 | 22    |
| 8    | Bangor           | 22 | 6  | 7 | 9  | 32 | 36 | 19    |
| 9    | Crusaders        | 22 | 8  | 3 | 11 | 42 | 52 | 19    |
| 10   | Ballymena United | 22 | 5  | 6 | 11 | 24 | 42 | 16    |
| 11   | Distillery       | 22 | 5  | 5 | 12 | 25 | 45 | 15    |
| 12   | Cliftonville     | 22 | 1  | 4 | 17 | 20 | 51 | 6     |

G = Partite giocate; V = Vittorie; N = Nulle/Pareggi; P = Perse; GF = Goal fatti; GS = Goal subiti; 